# Cacarulla maculipennis
Cacarulla maculipennis är en insektsart som först beskrevs av Banks 1910.  Cacarulla maculipennis ingår i släktet Cacarulla och familjen guldögonsländor. Inga underarter finns listade i Catalogue of Life.